# سمدوواتس
سمدوواتس (به صربی: Smedovac) یک منطقهٔ مسکونی در صربستان است که در نگوتین واقع شده‌است. سمدوواتس ۱۶۳ نفر جمعیت دارد.